# Berwi

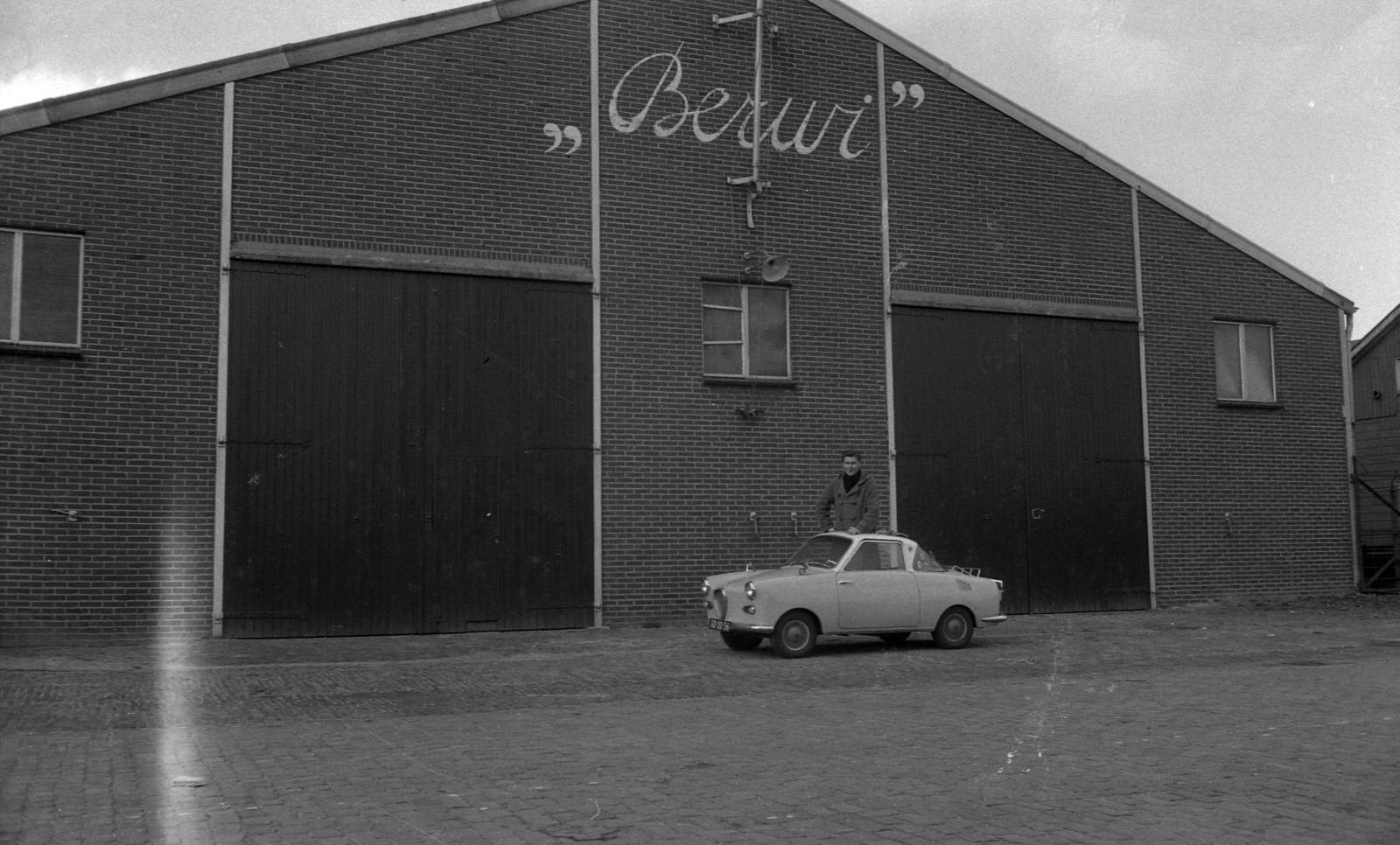
De productiehal van Berwi in 1958

De n.v. Berwi was een Nederlandse carrosseriebouwer, gevestigd in Winschoten, van 1951 tot en met 1973.

## Geschiedenis
In 1951 startte oprichter Jan Jurrien van Bergen zijn carrosseriebedrijf onder de naam Berwi. De naam is afgeleid van Van BERgen, WInschoten.
Het bedrijf komt voort uit de klokkengieterij in Heiligerlee, waar al in de jaren voor de Tweede Wereldoorlog brandspuiten en -pompen werden gemaakt door de familie Van Bergen. In de eerste jaren bouwde oprichter Van Bergen vooral brandweerwagens met pompen die geleverd werden door zijn broer die het familiebedrijf in Heiligerlee runde, maar in latere jaren werden ook pompen van andere leveranciers toegepast. Zo had het bedrijf een samenwerking met Motorkracht en Ajax-De Boer.
In 1973 verkocht Van Bergen het bedrijf aan ir. E. Statema, toen directeur van de Noord-Nederlandse Machinefabriek in Winschoten. Door tegenvallende verkopen ging op 29 oktober 1976 Berwi failliet. Een doorstart volgde, onder de naam Ajax-Ziegler, nadat Ajax-de Boer en Ziegler (pompenfabrikant) de failliete boedel overnamen.

## Producten en afnemers
Het bedrijf Berwi maakte naast brandweerwagens en ambulances ook bussen, bestelauto's, caravans en alle mogelijke andere carrosserieaanpassingen en aanhangers. Overheden als de Rijkspolitie, Rijkswaterstaat, het Ministerie van Justitie en gemeenten waren klant, maar ook de toenmalige PTT en een aantal bibliotheken.

### Carrosserieën
- Zevenstreper DAF celblokwagen of gevangenentransporter voor de Rijkspolitie (dit model DAF had de bijnaam 7-streper vanwege de gril).
- Grote serie Technische Patrouillewagens (TPW) voor de Rijkspolitie, op basis van de Citroën HY gebouwd (1959).[6][7]
- Ford Thames bestelwagens voor de Rijkswaterstaat.
- Opel Blitz vrachtwagens voor de PTT.
- PTT-aanhangwagentjes achter GADO-autobussen (1955).[8]
- Roltrommelauto bestemd voor de gemeentereiniging (1958).[9]
- Bibliobussen voor Friesland en Noord-Holland.[10][11]
- DAF kleutertaxi, gebruikt door peuterschool Hakenbos te Dalerveen, Drenthe (1963).

### Caravans
Onder de naam Caravanbouw Cosmopoliet N.V. produceerde het bedrijf caravans genaamd de Cosmopoliet "Nomade" (later genaamd "Mignon"), "Zigeuner", "Grand Routier" en ook de "Brenner" en "Simplon". Deze laatste 2, genoemd naar bergpassen, refereerden aan de naam "Van Bergen".
Toen de productie van caravans niet meer lucratief was, werd deze bedrijfsactiviteit gestaakt.

#### Cosmopoliet Nomade
De Cosmopoliet was een zeer kleine caravan, opgebouwd uit een klein stalen onderstel met een Bruynzeel (watervast verlijmd) hechthouten opbouw. Deze werd gemaakt van 1957 tot en met 1959.

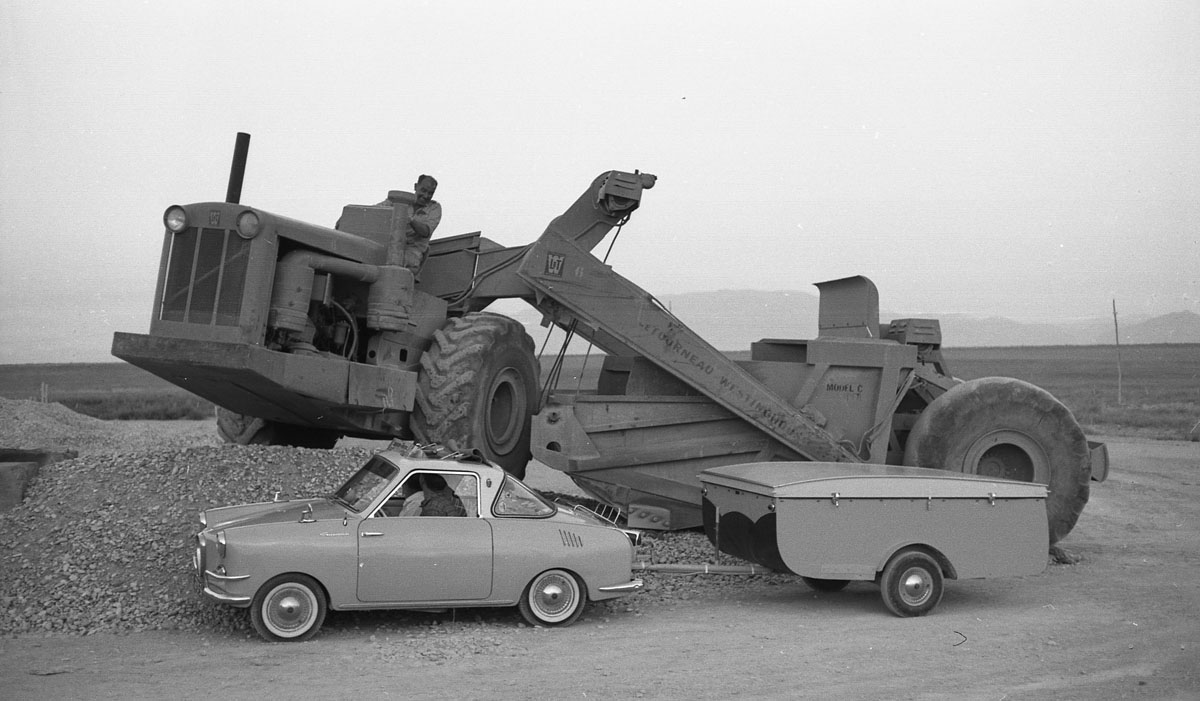
Vouw-Cosmopoliet met Goggomobil in Perzië, 1958

#### Vouwcaravan
In 1958 werd een speciaal model gemaakt op basis van de Nomade, voor wereldreizigers Wim Dussel en Peter Hissink, met aan de voorzijde rubber matten voor opspattend grind (welke zij in Turkije pas aanbrachten). Zij reden in 1958 heen en weer van Amsterdam naar Teheran per Goggomobil Sportcoupé TS300 met 400 motor en deze vouw-Cosmopoliet.